# 九州電気保安協会
一般財団法人九州電気保安協会（きゅうしゅうでんきほあんきょうかい）は、九州地方7県の企業・家庭向けに電気の点検・保安を行っている一般財団法人。

## 協会概要

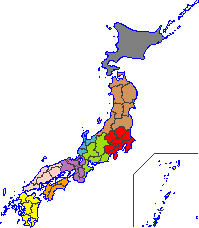
九州電気保安協会の業務区域（黄色に塗られた7県）

- 設立: 1966年1月17日（2011年4月1日に一般財団法人に移行）
- 理事長: 福田　光伸
- 本部: 福岡県福岡市博多区東比恵3丁目19番26号 QDHビル
- 支部：北九州支部：福岡支部：佐賀支部：長崎支部：大分支部：熊本支部：宮崎支部：鹿児島支部
- 総合技術研修センター: 福岡県福岡市博多区

## 業務内容
- 各種電気設備の安全点検
- 企業向け各種電気設備の保安・監視
- 各種電気設備の取り付け・修理・新設相談
- 電気系資格技術講習会
- 電気を安全に使用するための広報業務
- 九州電力との連携業務

## 協会キャラクター
- ほぁんくん(保安が名前の由来)
- みまもちゃん(見守るが名前の由来)
- ローデン(漏電が名前の由来)